# Woman in the Dark (film 1934)
Woman in the Dark è un film del 1934 diretto da Phil Rosen. Il soggetto, sceneggiato da Sada Cowan, si deve a un racconto di Dashiell Hammett dallo stesso titolo, pubblicato a puntate su Liberty dall'8 al 22 aprile 1933.

## Trama
Rilasciato sulla parola dopo avere scontato qualche anno di carcere, John Bradley vorrebbe starsene in pace e, tornato nella sua città natale, si trasferisce nella casa che gli ha lasciato suo padre. Non passa molto tempo che riceve la visita di Helen Grant, la figlia dello sceriffo, la causa della rissa con il morto che l'ha fatto finire in galera. John cerca in tutti i modi di mandarla via, ma senza successo. Il tentativo di flirt di Helen viene interrotto solo dall'improvviso arrivo di una bellissima donna, Louise Loring, che lamenta una storta alla caviglia. La nuova venuta viene cercata da Tony Robson, il vicino di casa, che le chiede di andarsene con lui. Al suo rifiuto, Robson informa lo sceriffo che sua figlia è a casa di Bradley. Lo sceriffo non ne è per niente felice e, non essendo riuscito a riprendersi la figlia, se la prende con Bradley e con Louise. Tra Robson, aiutato da Conroy, un suo scagnozzo, e John nasce un diverbio che finisce a botte a causa di Louise, che continua a rifiutare la compagnia di Robson. La donna confiderà a John di come, ancora giovane aspirante cantante lirica, era stata circuita da quel malavitoso che non l'aveva poi più voluta lasciare.

Intanto Grant, lo sceriffo, vorrebbe arrestare John per un'accusa di Robson: avvertito da Helen, John prende il volo insieme a Louise, rifugiandosi a casa di Tommy Logan, il suo compagno di cella. La polizia fa un'irruzione, ma John, benché ferito, riesce a scappare. Louise, invece, viene arrestata con l'accusa di avere rubato i gioielli a Robson, ma viene poi rilasciata per l'intervento di Kraus, un lascivo avvocato. La donna, cercando di far liberare John, che adesso si trova in ospedale, accetta di tornare dal gangster. La cosa, riferita a John che crede di essere stato tradito, provoca la sua reazione. Fugge di nuovo, precipitandosi da Robson: lì, lui e Louise sentono degli strani rumori nella stanza accanto dove sorprendono Robson che sta cercando di far fuori Conroy. L'intervento di John lo salva, ma poi arriva la polizia che vuole arrestarlo perché è ricercato per avere causato una brutta frattura a Conroy nel loro precedente scontro. Sarà Conroy a testimoniare che la frattura gli era stata inferta da Robson (il quale, con l'accusa contro Bradley, aveva voluto disfarsi di quel pericoloso rivale). John, adesso è libero dalle accuse mentre Louise, senza farsi grandi problemi, si libera dei suoi gioielli e li restituisce senza rimpianto a Robson.

## Produzione
Il film, prodotto dalla Select Pictures Corporation, venne girato a New York, nei Biograph Studios del Bronx. Le riprese durarono dal 18 giugno al luglio 1934. Per il sonoro, venne impiegato il sistema mono RCA High Fidelity Recording.

## Distribuzione
Distribuito dalla RKO Radio Pictures, il film uscì nelle sale statunitensi il 9 novembre 1934.